# 小行星6690
小行星6690（英語：6690 Messick）是一颗围绕太阳公转的小行星。1981年9月25日，B. A. Skiff在可可尼诺县发现了此天体。
这颗小行星的绝对星等为333.37101等。